# Div t
div_tは、C言語の標準ヘッダーstdlib.hおよびC++のcstdlibに定義されている構造体である。
int型の除算を行うdiv関数を利用した返り値として用いられる。
除算を行った際の商と剰余を保持する。

## 形式
以下はC言語とC++での実装の一例である。
```
typedef
 
struct
 
{

    
int
 
quot
;

    
int
 
rem
;

}
 
div_t
;

```

quotが商、remが剰余を表す。

## C言語におけるdiv_t

### div関数
div_t構造体は、div関数の返り値として用いられる。以下はdiv関数の形式である。
```
#include
 
<stdlib.h>

div_t
 
div
 
(
int
 
numer
,
 
int
 
denom
);

```

### コード例
C言語でのコード例を以下に示す。
```
#include
 
<stdio.h>
      /* printf */

#include
 
<stdlib.h>
     /* div, div_t */

int
 
main
 
(
void
)

{

  
div_t
 
divresult
;

  
divresult
 
=
 
div
 
(
38
,
5
);

  
printf
 
(
"38 div 5 => %d, remainder %d.
\n
"
,
 
divresult
.
quot
,
 
divresult
.
rem
);

  
return
 
0
;

}

```

上記のコードをコンパイル・実行すると、以下の文字列が出力される。
```
38 div 5 =
>
 7, remainder 3.
```

## C++におけるdiv_t

### div関数
div関数は、後述するldiv_tとlldiv_t構造体のオーバーライドも存在する。
```
#include
 
<cstdlib>

  
div_t
 
div
 
(
      
int
 
numer
,
       
int
 
denom
);

 
ldiv_t
 
div
 
(
     
long
 
numer
,
      
long
 
denom
);

lldiv_t
 
div
 
(
long
 
long
 
numer
,
 
long
 
long
 
denom
);

```

### コード例
C++でのコード例を以下に示す。
```
#include
 
<cstdio>

#include
 
<cstdlib>

int
 
main
 
()

{

  
div_t
 
divresult
;

  
divresult
 
=
 
div
 
(
38
,
5
);

  
printf
 
(
"38 div 5 => %d, remainder %d.
\n
"
,
 
divresult
.
quot
,
 
divresult
.
rem
);

  
return
 
0
;

}

```

上記のコードをコンパイル・実行すると、以下の文字列が出力される。
```
38 div 5 =
>
 7, remainder 3.
```

## 類似の構造体

### ldiv_t
ldiv_t構造体はdiv_t構造体のデータがint型であったところをlong型に置き換えたもの。
ldiv_t構造体のための関数ldivも存在する。
以下はldiv_t構造体の実装の一例である。
```
typedef
 
struct
 
{

    
long
 
quot
;

    
long
 
rem
;

}
 
ldiv_t
;

```

### lldiv_t
lldiv_t構造体はdiv_t構造体のデータをlong long型に置き換えたもの。
ldiv_t同様こちらも関数lldivが存在する。
以下はその実装の一例である。
```
typedef
 
struct
 
{

    
long
 
long
 
quot
;

    
long
 
long
 
rem
;

}
 
lldiv_t
;

```

### imaxdiv_t
imaxdiv_t構造体は、div_t構造体のデータ型をintmax_t型に置き換えたもの。
imaxdiv_tを返り値とする関数imaxdivも存在する。
以下はその実装の一例である。
```
typedef
 
struct
 
{

    
intmax_t
 
quot
;

    
intmax_t
 
rem
;

}
 
imaxdiv_t
;

```